# Austria Metall

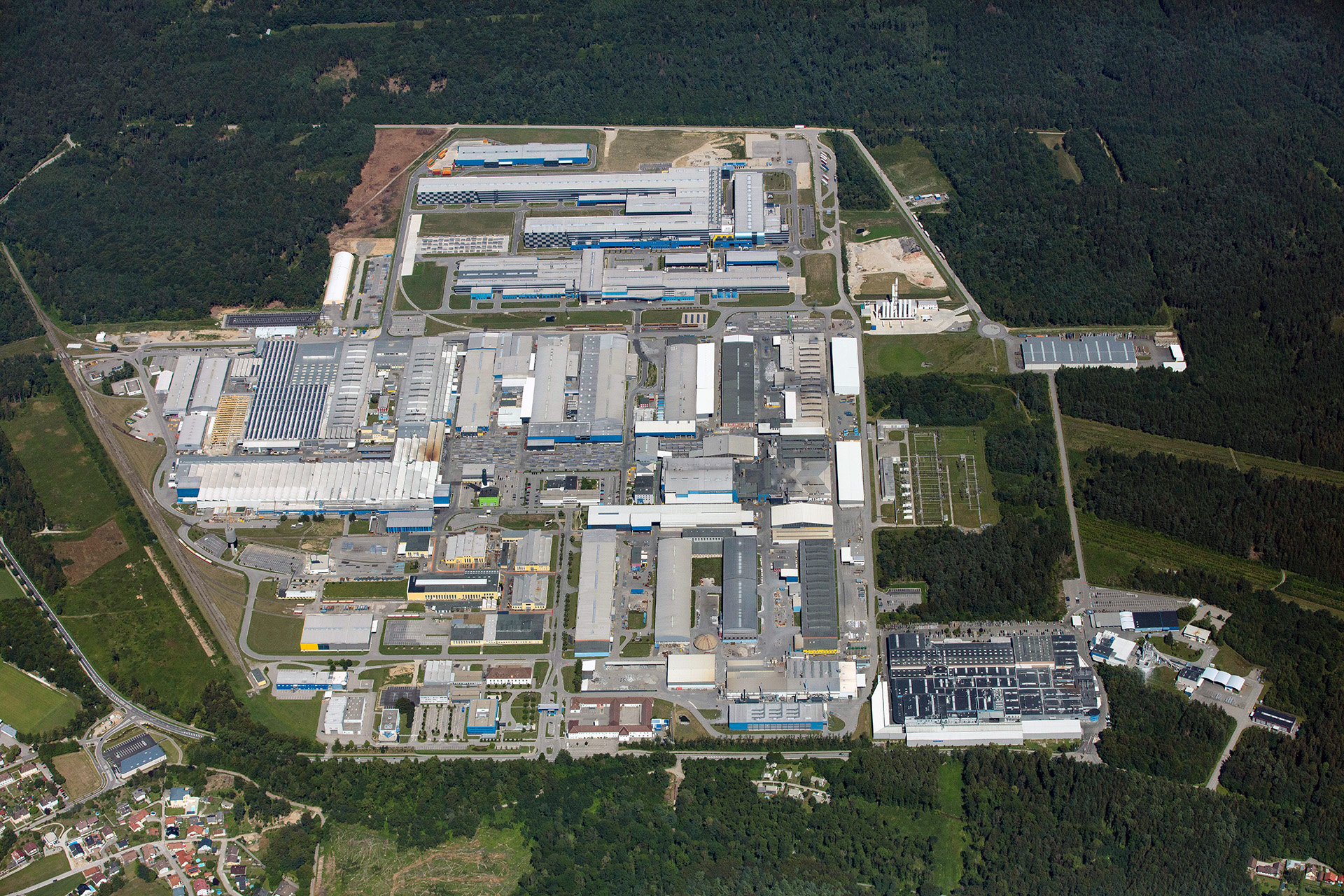
vue arriene d'Austria Metall

Austria Metall AG (AMAG) est une société autrichienne œuvrant dans le domaine de l'aluminium. Fondée en 1938, son siège social se trouve à Ranshofen, Braunau am Inn. En 2011, c'est la plus importante société du secteur de l'aluminium en Autriche et fait partie de Constantia Packaging AG. En 2003, elle avait des revenus de 550 millions d'euros et employait 1 500 personnes. En 2006, elle avait des revenus de 948 millions € et employait 1 320 personnes. En 2007, elle avait des revenus de 1 052,6 millions € et employait 1 281 personnes.